# Don't Bore Us, Get to the Chorus!
Don't Bore Us, Get to the Chorus! - Roxette's Greatest Hits és el vuitè àlbum del duet suec Roxette. Enregistrat el 1995, es tracta del primer recopilatori del grup amb divuit cançons (quatre de noves). Posteriorment se'n farien d'altres. És on el tema It must have been love (en la versió original) va estar inclòs per primer cop a un treball del grup, que fins ara només estava a la banda sonora de Pretty Woman.
El CD assolaria la màxima posició a Suècia, el No.2. La hipnòtica balada You don't understand me seria el primer senzill, seguit de June afternoon i She doesn't live here anymore; al Regne Unit el segon seria The Look en una versió del '95. De fet existeix un raríssim EP de l'àlbum que la inclou.
Per problemes amb la discogràfica als Estats Units aquest CD no seria pas distribuït. S'aconseguiria, però, l'any 2000. Versió una mica diferent al darrer amb setze temes i senzills de Have a nice day.

## Llistat de cançons
1. "June Afternoon" - 4:13
2. "You Don't Understand Me" - 4:28
3. "The Look" -3:57
4. "Dressed for Success" - 4:12
5. "Listen to Your Heart" - 5:14
6. "Dangerous" - 3:48
7. "It Must Have Been Love" - 4:19
8. "Joyride" - 4:00
9. "Fading Like a Flower (Every Time You Leave)" - 3:52
10. "The Big L." - 4:29
11. "Spending My Time" - 4:38
12. "How Do You Do!" - 3:12
13. "Almost Unreal" - 3:59
14. "Sleeping in My Car" - 3:33
15. "Crash! Boom! Bang!" - 4:26
16. "Vulnerable" - 4:28
17. "She Doesn't Live Here Anymore" - 4:05
18. "I Don't Want to Get Hurt" - 4:19

### Llistat (US Version)
1. Wish I Could Fly
2. Stars
3. The Look
4. Dressed for Success
5. Listen to Your Heart
6. Dangerous
7. It Must Have Been Love
8. Joyride
9. Fading Like Flower (Every Time You Leave)
10. Spending Ny Time
11. Church of Your Heart
12. How Do You Do!
13. Almost Unreal
14. Sleeping in My Car
15. Crash! Boom! Bang!
16. You Don't Understand Me